# Galidictis grandidieri
Galidictis grandidieri (Мангуста Ґрандідьє) — вид котовидих родини Фаланукові, що мешкає в південно-західній частині острова Мадагаскар. Діапазон за висотою: 35—145 м. Останні розрахунки (2006) вказують на площу поширення 442 км². Живе в сухих колючих тропічних лісах, чагарниках і узліссях. Чисельність населення цього виду оцінюється в межах 2650—3540 ососин (у тому числі молодь, 2006 рік).

## Етимологія
Вид названий на честь Альфреда Ґрандідьє (1836–1921), французького дослідника, географа, герпетолога й орнітолога, який збирав зразки на Мадагаскарі в 1865 році і передав свої знання про тамтешніх птахів серу Альфонсу Мілн-Едвардсу, який у 1876 році опублікував Histoire naturelle desoiseaux. Ґрандідьє згодом редагував друге видання цієї роботи, яка з'явилася в 1878 році.

## Загрози та охорона
Має обмежену площу поширення, яка перебуває під загрозою випасу худоби або очищення території під вирощування кукурудзи. Звичайно, загрозою є вторгнення людини. Ймовірно, загрозою є хижацтво з боку немісцевих представників ряду хижих, особливо, псів. Проживає лише в одній природоохоронній зоні — Національний Парк Ціманампецоца.